# علاء بيكر
علاء بيكر (بالألمانية: Alaa Bakir) هو لاعب كرة قدم ألماني وأردني في مركز لاعب وسط، ولد في 15 يناير 2001 في مونستر في ألمانيا. لعب مع بوروسيا دورتموند ب.

## وصلات خارجية
- علاء بيكر على موقع الاتحاد الأوربي (الإنجليزية)
- علاء بيكر على موقع قاعدة بيانات كرة القدم.إي يو (الإنجليزية)
- علاء بيكر على موقع بيانات كرة القدم. دي إي (الألمانية)
- علاء بيكر على موقع Soccerbase.com (لاعب) (الإنجليزية)
- علاء بيكر على موقع Soccerway.com (الإنجليزية)
- علاء بيكر على موقع عالم كرة القدم.نت (الإنجليزية)